# Championnat d'Ouganda de football 2001
Navigation
Édition précédente Édition suivante
La saison 2001 du Championnat d'Ouganda de football est la trente-deuxième édition du championnat de première division ougandais. Les équipes engagées sont regroupées au sein d'une poule unique où elles affrontent deux fois leurs adversaires, à domicile et à l'extérieur. En fin de saison, les cinq derniers du classement sont relégués et remplacés par les cinq champions régionaux de deuxième division.
C'est le club de Villa SC, triple tenant du titre, qui remporte à nouveau cette saison après avoir terminé en tête du classement, avec sept points d'avance sur Kampala City Council et vingt-et-un sur Express FC. C'est le treizième titre de champion d'Ouganda de l'histoire du club.

## Participants
- Mbale Heroes
- Villa SC
- Kampala City Council
- Simba FC
- Express FC
- Police FC
- Military Police FC
- Mbarara United
- SCOUL FC
- Iganga Town Council
- Rockstars Tororo FC - Promu de D2
- Black Rhinos FC - Promu de D2
- Horizon FC - Promu de D2
- Chicago FC Kampala - Promu de D2
- Masaka Local Council - Promu de D2

## Compétition

### Classement
Le classement est établi sur le barème de points classique : victoire à 3 points, match nul à 1, défaite à 0.
| Rang | Équipe                | Pts | J  | G  | N  | P  | Bp | Bc | Diff |
| ---- | --------------------- | --- | -- | -- | -- | -- | -- | -- | ---- |
| 1    | Villa SCT             | 70  | 28 | 22 | 4  | 2  | 65 | 20 | +45  |
| 2    | Kampala City Council  | 63  | 28 | 18 | 9  | 1  | 68 | 20 | +48  |
| 3    | Express FCC           | 49  | 28 | 14 | 7  | 7  | 37 | 25 | +12  |
| 4    | SCOUL FC              | 47  | 28 | 12 | 11 | 5  | 31 | 22 | +9   |
| 5    | Simba FC              | 44  | 28 | 12 | 8  | 8  | 41 | 31 | +10  |
| 6    | Mbarara United FC     | 44  | 28 | 13 | 5  | 10 | 42 | 41 | +1   |
| 7    | Mbale Heroes          | 43  | 26 | 12 | 7  | 7  | 54 | 28 | +26  |
| 8    | Masaka Local CouncilP | 41  | 28 | 11 | 8  | 9  | 25 | 35 | -10  |
| 9    | Iganga Town Council   | 40  | 28 | 11 | 7  | 10 | 23 | 30 | -7   |
| 10   | Police FC             | 38  | 28 | 9  | 11 | 8  | 31 | 26 | +5   |
| 11   | Military Police FC    | 30  | 28 | 8  | 6  | 14 | 33 | 40 | -7   |
| 12   | Chicago FC KampalaP   | 23  | 28 | 5  | 8  | 15 | 20 | 46 | -26  |
| 13   | Horizon FCP           | 17  | 27 | 1  | 14 | 12 | 19 | 39 | -20  |
| 14   | Rockstars Tororo FCP  | 10  | 27 | 2  | 4  | 21 | 18 | 58 | -40  |
| 15   | Black Rhinos FCP      | 7   | 28 | 1  | 4  | 23 | 15 | 71 | -56  |

|  | Qualification pour la Ligue des champions de la CAF 2002 et la Coupe Kagame inter-club 2002 |
|  | Qualification pour la Coupe des Coupes 2002                                                 |
|  | Qualification pour la Coupe de la CAF 2002                                                  |
|  | Relégation en deuxième division                                                             |
|  | T : Tenant du titre C : Vainqueur de la Coupe d'Ouganda P : Promu de deuxième division      |

## Bilan de la saison
| Championnat d'Ouganda de football 2001                             |                                                                                      |
| Champion                                                           | Villa SC (13e titre)                                                                 |
| Coupes et trophées                                                 |                                                                                      |
| Vainqueur de la Coupe d'Ouganda 2001                               | Express FC                                                                           |
| Qualifications continentales                                       |                                                                                      |
| Ligue des champions de la CAF 2002                                 | Villa SC                                                                             |
| Coupe d'Afrique des vainqueurs de coupe de football 2002           | Express FC                                                                           |
| Coupe de la CAF 2002                                               | Kampala City Council                                                                 |
| Coupe Kagame inter-club 2002                                       | Villa SC                                                                             |
| Promotions et relégations                                          |                                                                                      |
| Promus en Championnat d'Ouganda de football                        | Nile FC Arua United Maji FC Kasese Town Council Lyantonde/URA                        |
| Relégués en Championnat d'Ouganda de football de deuxième division | Rockstars Tororo FC Black Rhinos FC Horizon FC Chicago FC Kampala Military Police FC |